# Кубок Словенії з футболу 2008—2009
Кубок Словенії з футболу 2008–2009 — 18-й розіграш кубкового футбольного турніру в Словенії. Титул вдруге поспіль здобув Інтерблок.

## Календар
| Раунд        | Дата               | Матчі | Клуби   |
| ------------ | ------------------ | ----- | ------- |
| Перший раунд | 2-19 серпня 2008   | 9     | 30 → 21 |
| Другий раунд | 3 вересня 2008     | 5     | 21 → 16 |
| 1/8 фіналу   | 16-17 вересня 2008 | 8     | 16 → 8  |
| 1/4 фіналу   | 22 жовтня 2008     | 4     | 8 → 4   |
| 1/2 фіналу   | 15/29 квітня 2009  | 4     | 4 → 2   |
| Фінал        | 30 травня 2009     | 1     | 2 → 1   |

## Перший раунд
Клуб Адріа пройшов до наступного раунду після жеребкування.
| Команда 1         | Рахунок | Команда 2         |
| ----------------- | ------- | ----------------- |
| 2 серпня 2008     |         |                   |
| Дравоград         | 9:1     | Рома              |
| 19 серпня 2008    |         |                   |
| Заврч             | +:-     | Коротан (Превалє) |
| Шенчур            | 3:2     | Кршко             |
| Ідрія             | 1:2     | Крка              |
| Олімпія (Любляна) | 8:0     | Велесово          |
| Бела Країна       | 1:2     | Боніфіка          |
| Мура 05           | 11:0    | Словень Градець   |
| Шентюр            | 8:1     | Полана            |
| Чреншовці         | 2:5     | Алюміній          |

## Другий раунд
| Команда 1      | Рахунок | Команда 2         |
| -------------- | ------- | ----------------- |
| 3 вересня 2008 |         |                   |
| Крка           | 3:0     | Алюміній          |
| Мура 05        | 3:1     | Шентюр            |
| Заврч          | 1:0     | Дравоград         |
| Шенчур         | 0:1     | Олімпія (Любляна) |
| Адріа          | 1:5     | Боніфіка          |

## 1/8 фіналу
| Команда 1       | Рахунок      | Команда 2              |
| --------------- | ------------ | ---------------------- |
| 16 вересня 2008 |              |                        |
| Боніфіка        | 1:2          | Інтерблок              |
| 17 вересня 2008 |              |                        |
| Рудар (Веленє)  | 2:1          | Цельє                  |
| Крка            | 1:3          | Нафта                  |
| Мура 05         | 1:3          | Марибор                |
| Примор'є        | 5:0          | Заврч                  |
| Копер           | 1:1 пен. 3:1 | Олімпія (Любляна)      |
| Домжале         | 1:3          | Лівар (Іванчна Гориця) |
| Гориця          | 2:1          | Драва (Птуй)           |

## 1/4 фіналу
| Команда 1      | Рахунок      | Команда 2              |
| -------------- | ------------ | ---------------------- |
| 22 жовтня 2008 |              |                        |
| Примор'є       | 2:3          | Інтерблок              |
| Марибор        | 2:0          | Рудар (Веленє)         |
| Копер          | 1:1 пен. 3:2 | Нафта                  |
| Гориця         | 6:0          | Лівар (Іванчна Гориця) |

## 1/2 фіналу
| Команда 1         | Заг. | Команда 2 | 1-й матч | 2-й матч |
| ----------------- | ---- | --------- | -------- | -------- |
| 15/29 квітня 2009 |      |           |          |          |
| Інтерблок         | 5:4  | Марибор   | 2:2      | 3:2      |
| Гориця            | 3:4  | Копер     | 2:4      | 1:0      |

## Фінал
| 30 травня 2009 |

| Інтерблок             | 2:1      | Копер     |
| --------------------- | -------- | --------- |
| Берич 40' Ракович 53' | Протокол | Вілер 76' |

| Людські врт, Марибор Глядачів: 2 500 Арбітр: Дарко Чеферін |